# Lac George (New York)
Pour les articles homonymes, voir Lac George.
Le lac George (en anglais : Lake George) est un lac allongé situé au sud-est des monts Adirondacks, dans l'État américain de New York. 

## Géographie
Alimenté par la rivière West Brook, le lac George s'étend sur environ 54 kilomètres selon un axe nord-sud et sa largeur varie de 1,7 à 5 kilomètres. 
Il s'écoule vers le lac Champlain par une rivière appelée La Chute (La Chute River), dont le dénivelé est de 70 mètres pour 6 km de longueur et dont le cours est une succession de chutes et de rapides.

## Histoire
Les Indiens l'appelaient « lac Horican ». Le premier visiteur européen de la région, Samuel de Champlain, note le lac dans son journal le 3 juillet 1609, sans lui donner de nom. 
En 1642, le père Isaac Jogues, Guillaume Couture et René Goupil, sont les premiers Européens à atteindre ce lac. En 1646, le père Jogues le nomme « lac du Saint-Sacrement », et appelle la rivière de sortie « La Chute ». 
Le 28 août 1755, le général britannique William Johnson remporte la bataille du lac George au cours de la guerre de la Conquête (prélude en Amérique de la guerre de Sept Ans). Il renomme le lac « lac George », en hommage au roi de Grande-Bretagne George II.

## Le lac George dans la peinture

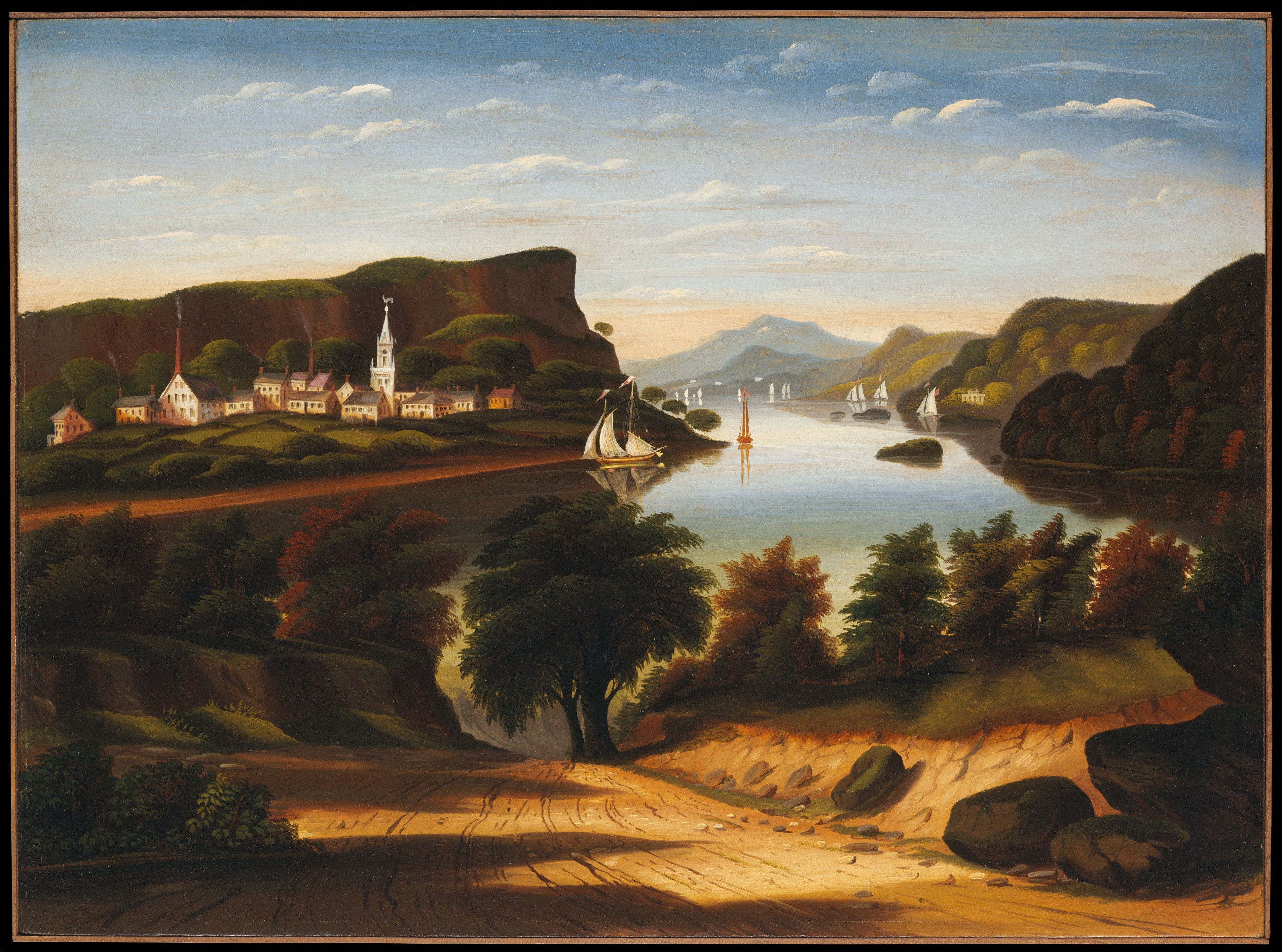
Thomas Chambers,  ... and the Village of Caldwell, vers 1850, Metropolitan Museum of Art.
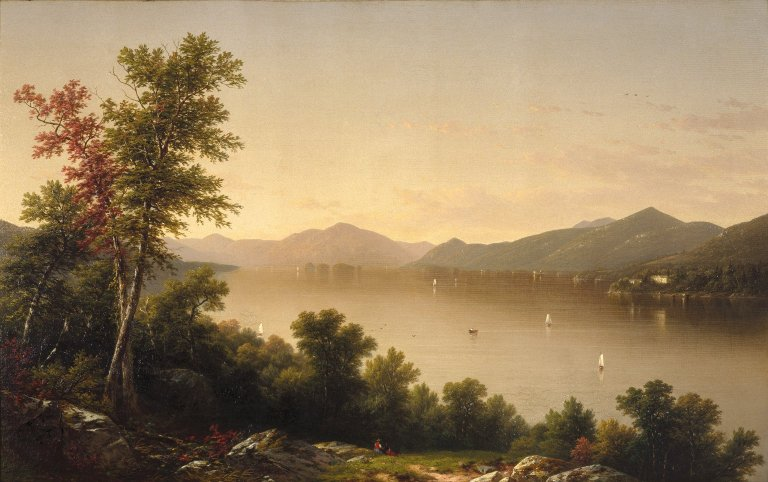
John William Casilear,  1857, Brooklyn Museum.
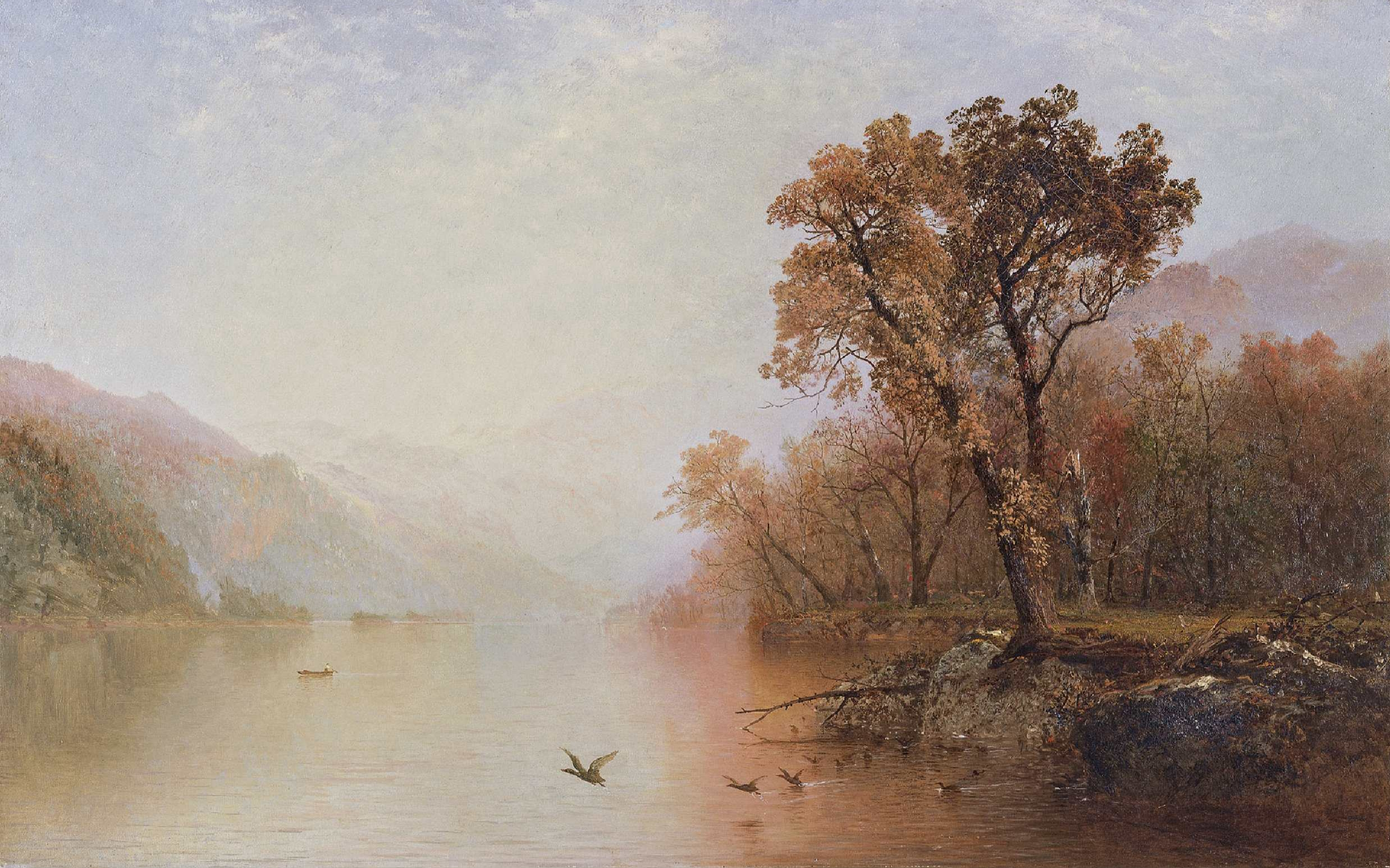
John Frederick Kensett,  1860, Musée Thyssen-Bornemisza.
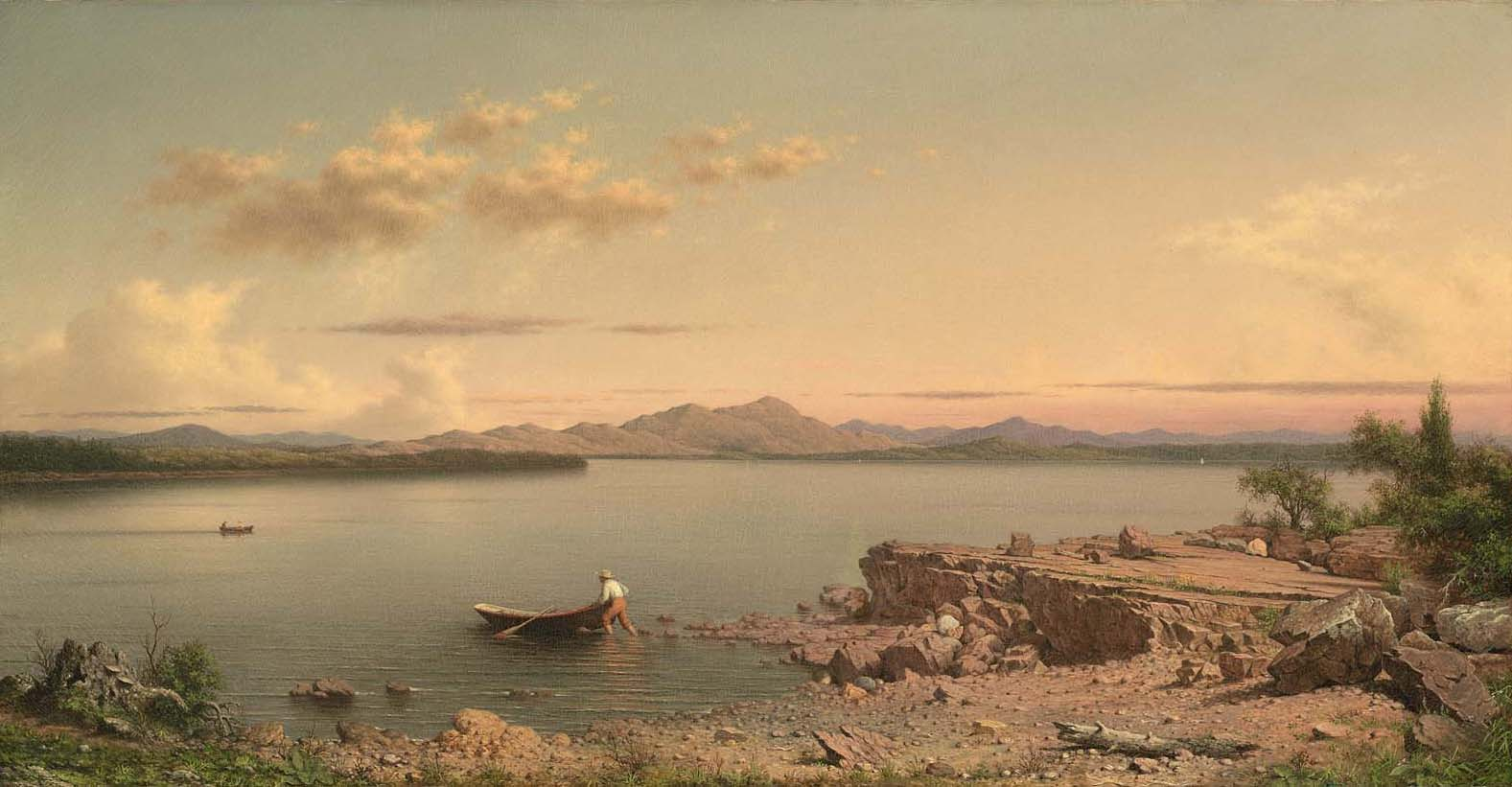
Martin Johnson Heade,  1862, Musée des Beaux-Arts de Boston.
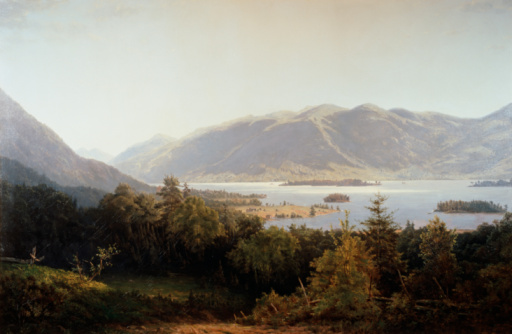
Horace Wolcott Robbins,  1867.
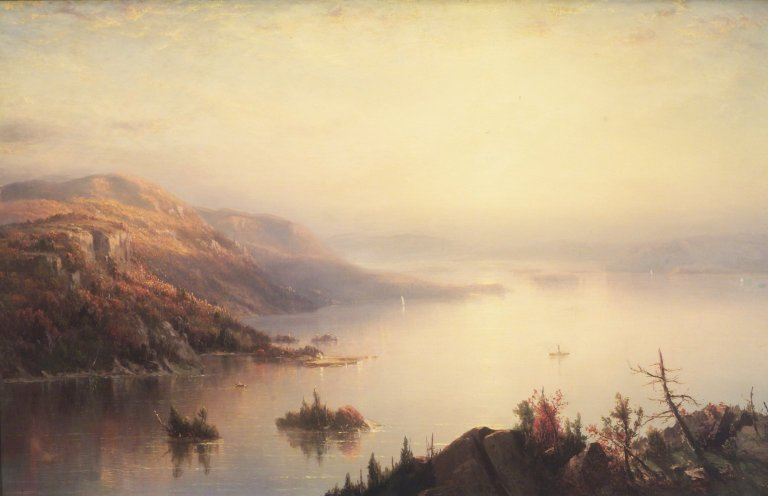
Régis François Gignoux,  1868, Brooklyn Museum.
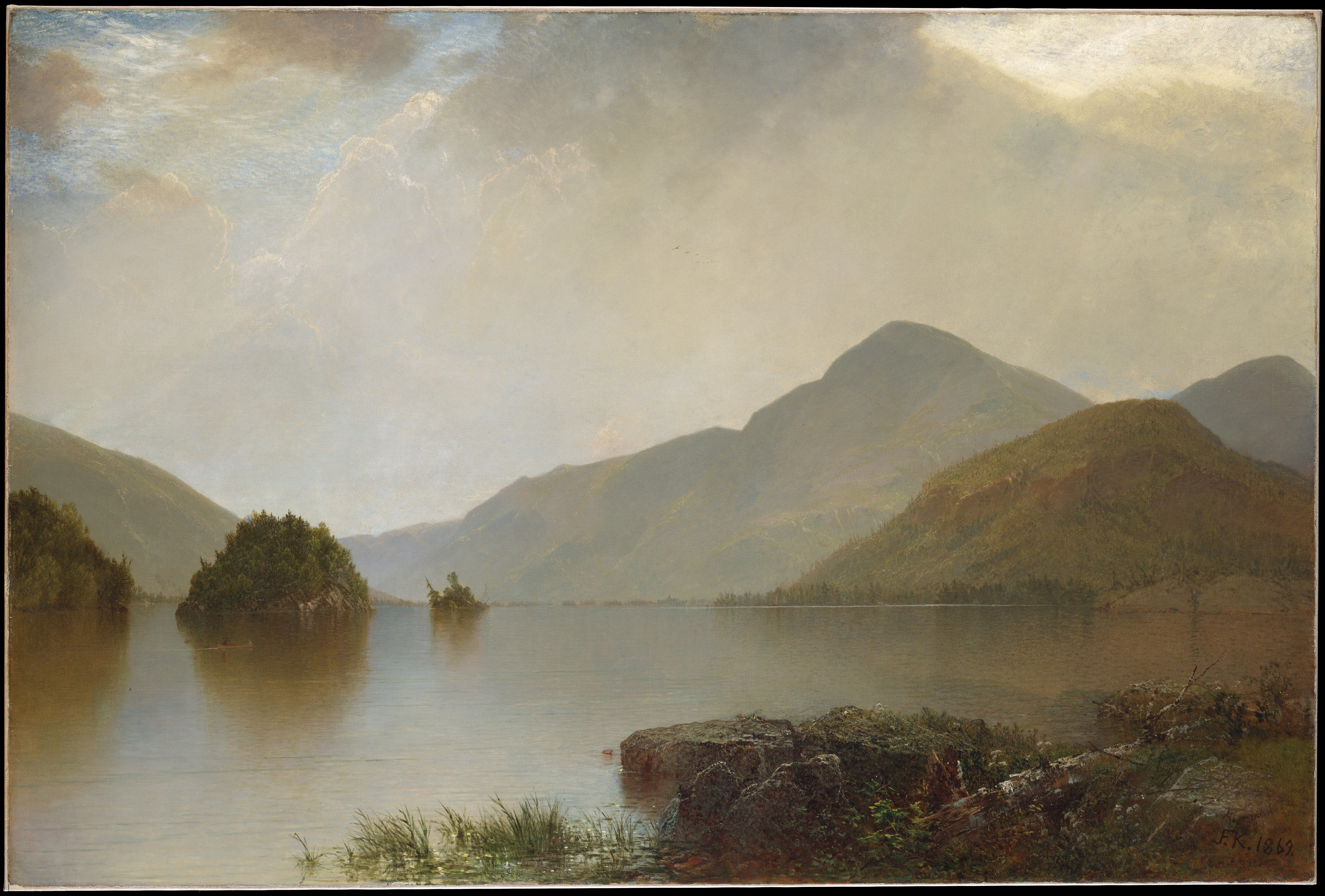
John Frederick Kensett,  1869, Metropolitan Museum of Art.
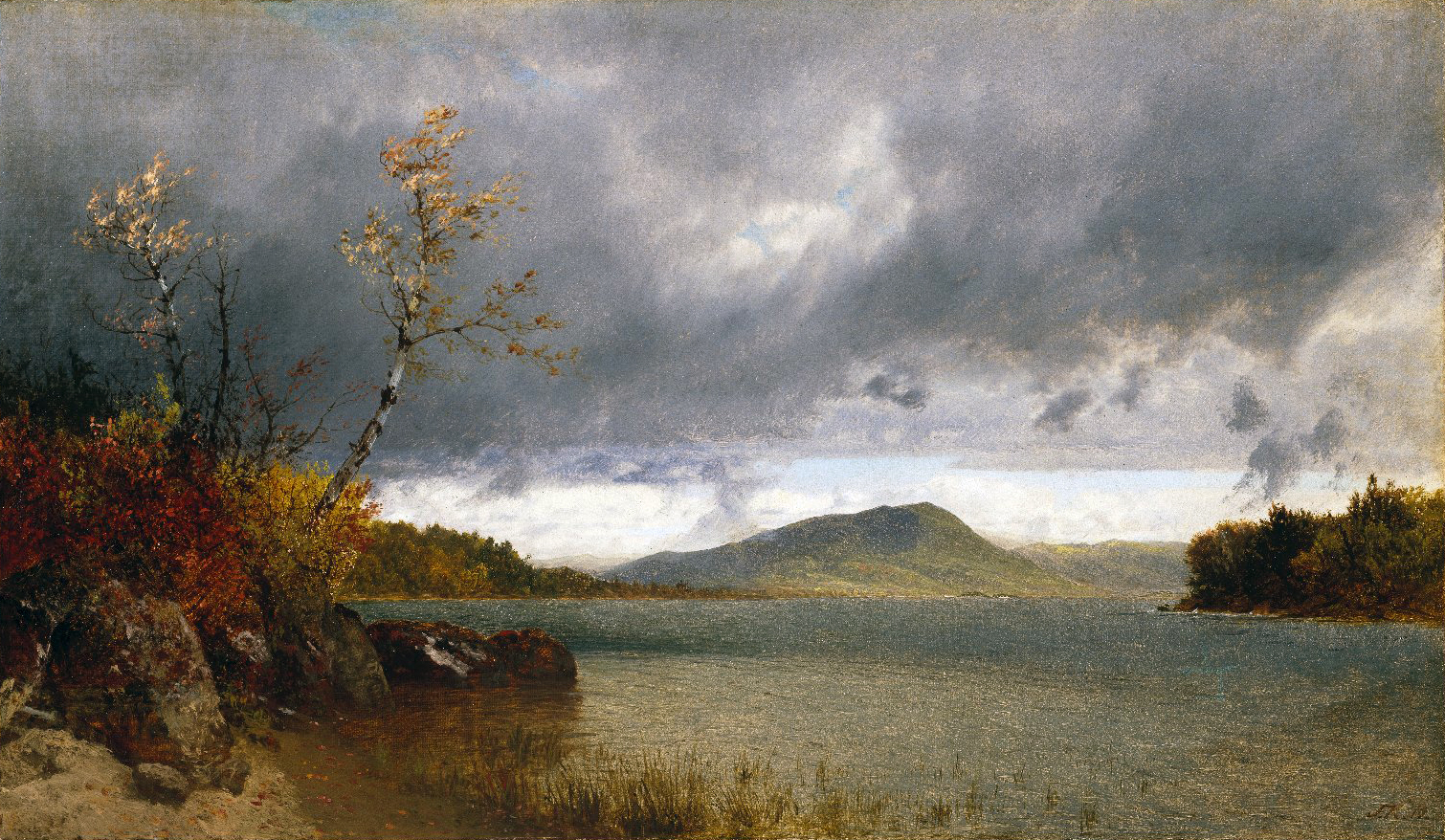
John Frederick Kensett,  vers 1870, Brooklyn Museum.
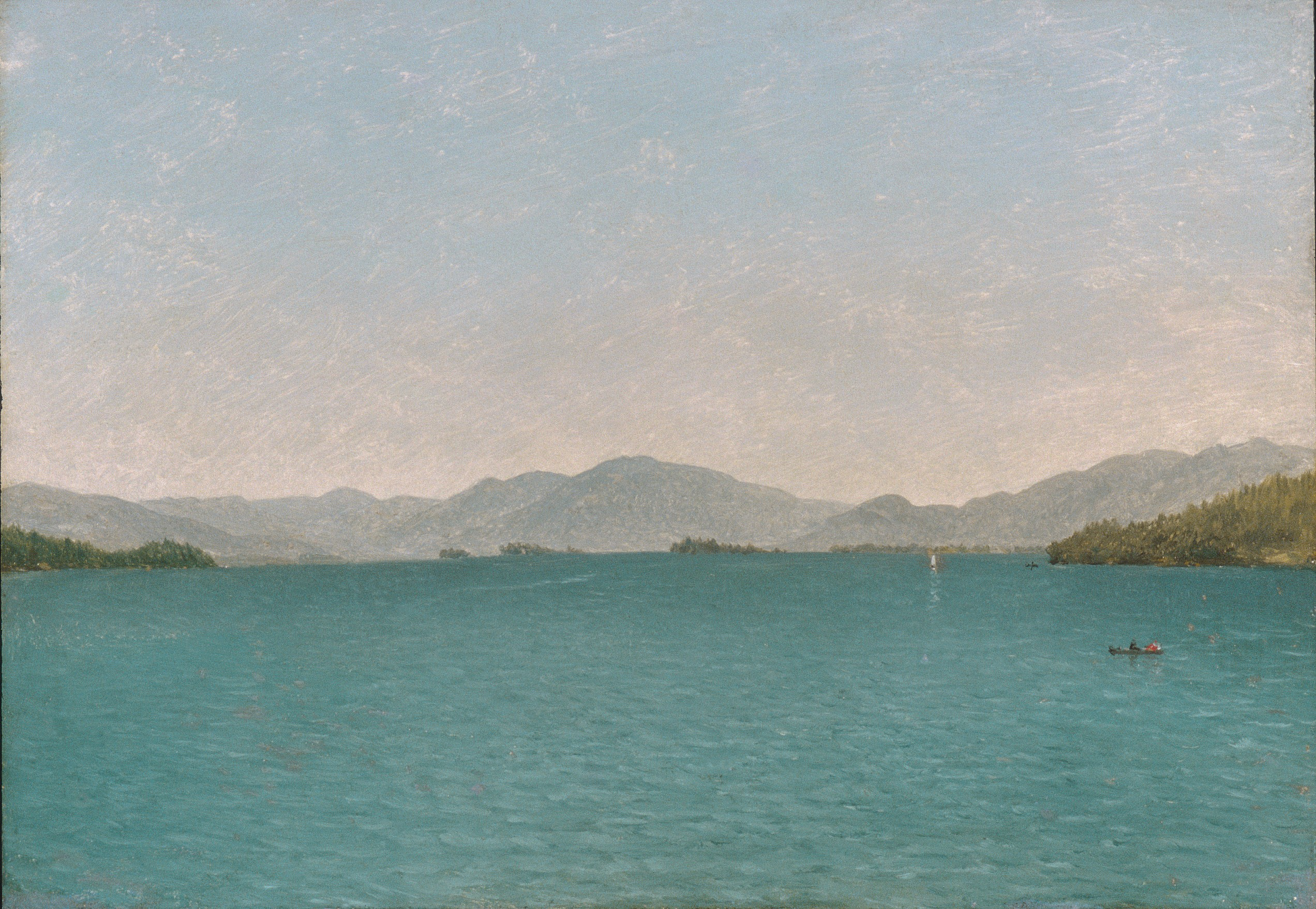
John Frederick Kensett,  1872, Metropolitan Museum of Art.
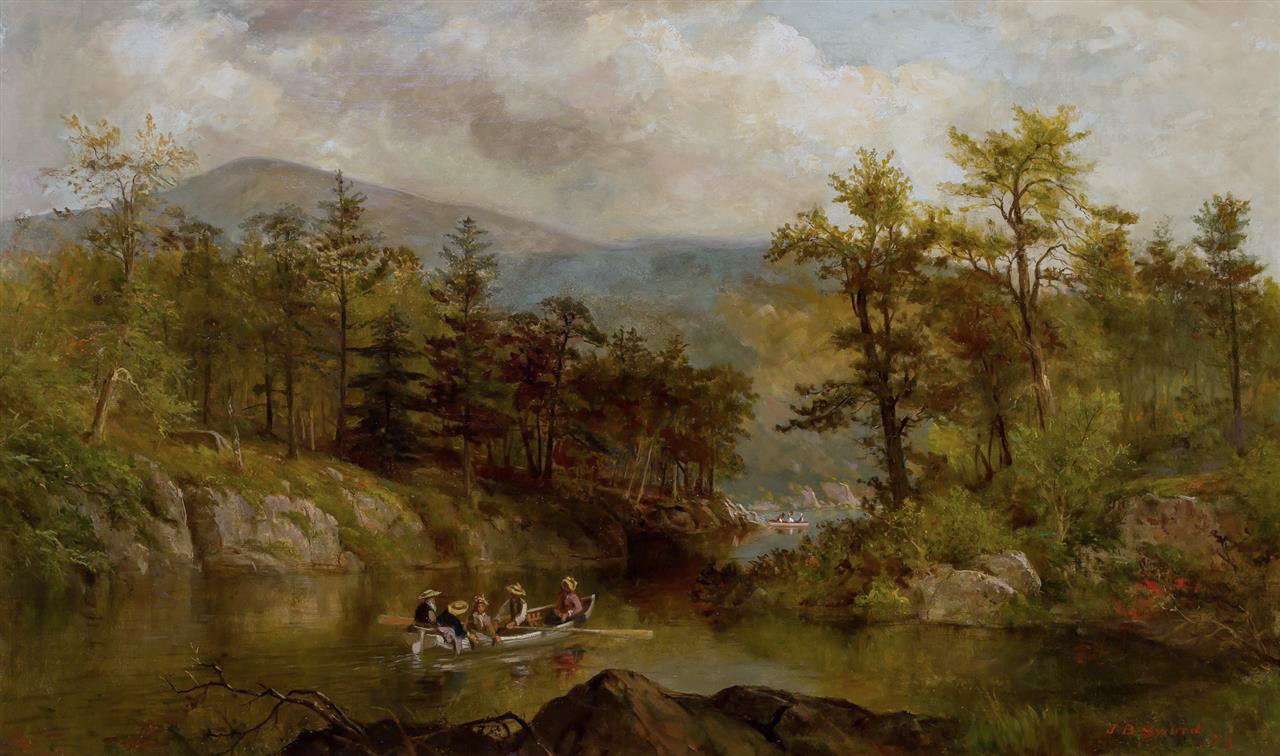
James Brade Sword, The Narrows, ..., 1873.
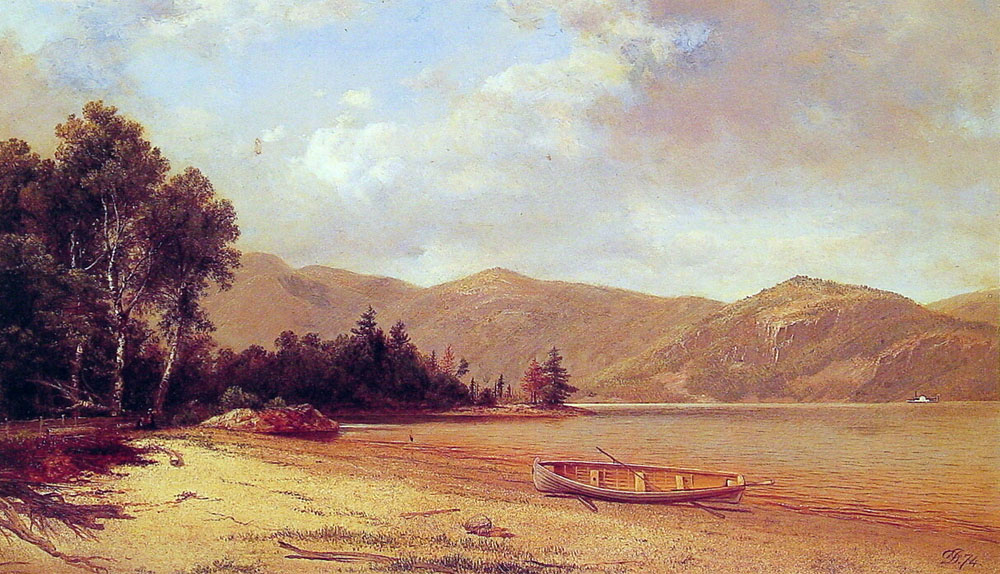
David Johnson, View of Dresden, ..., 1874.
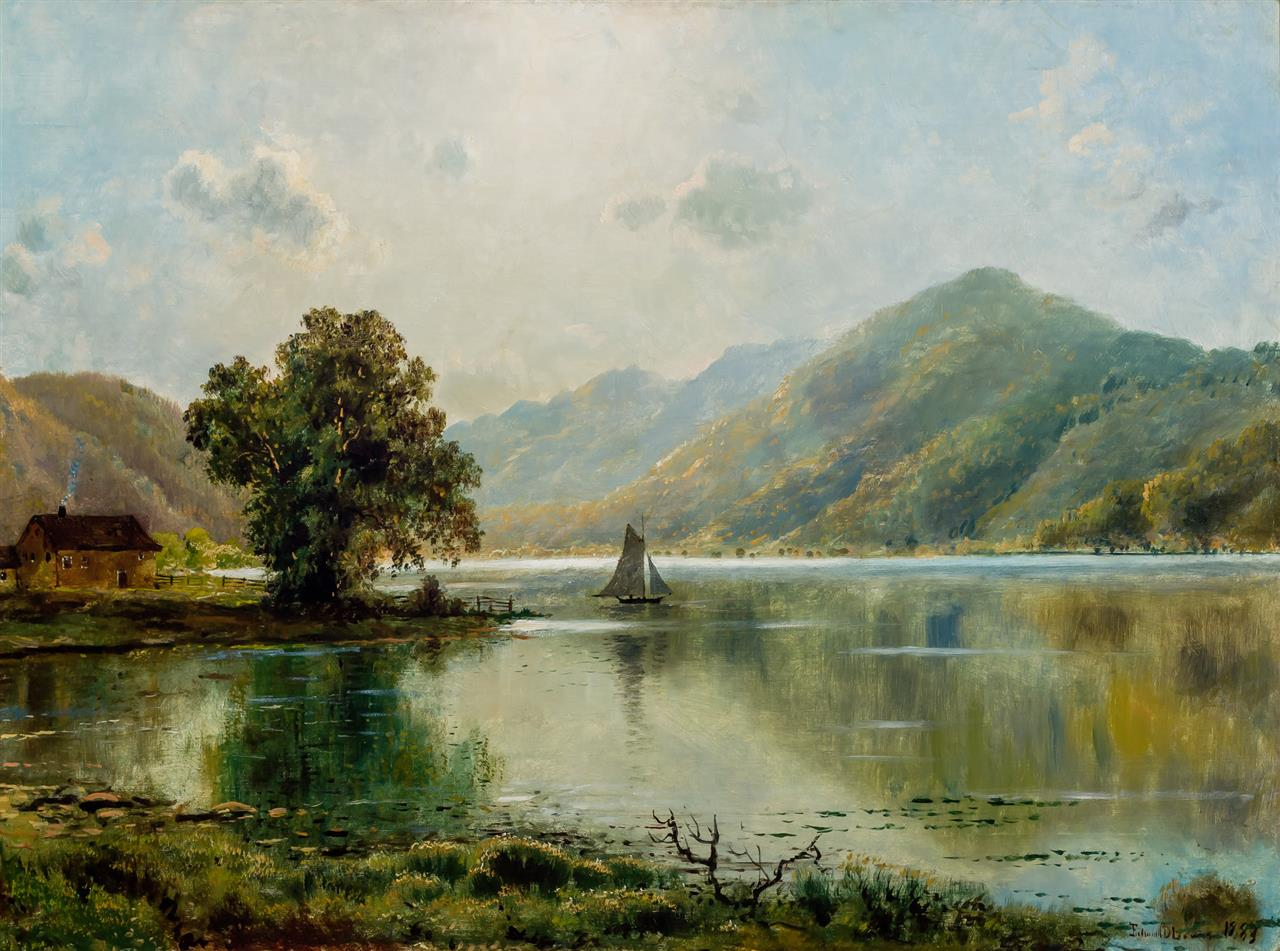
Edmund Darch Lewis, River Landscape, ..., 1883.
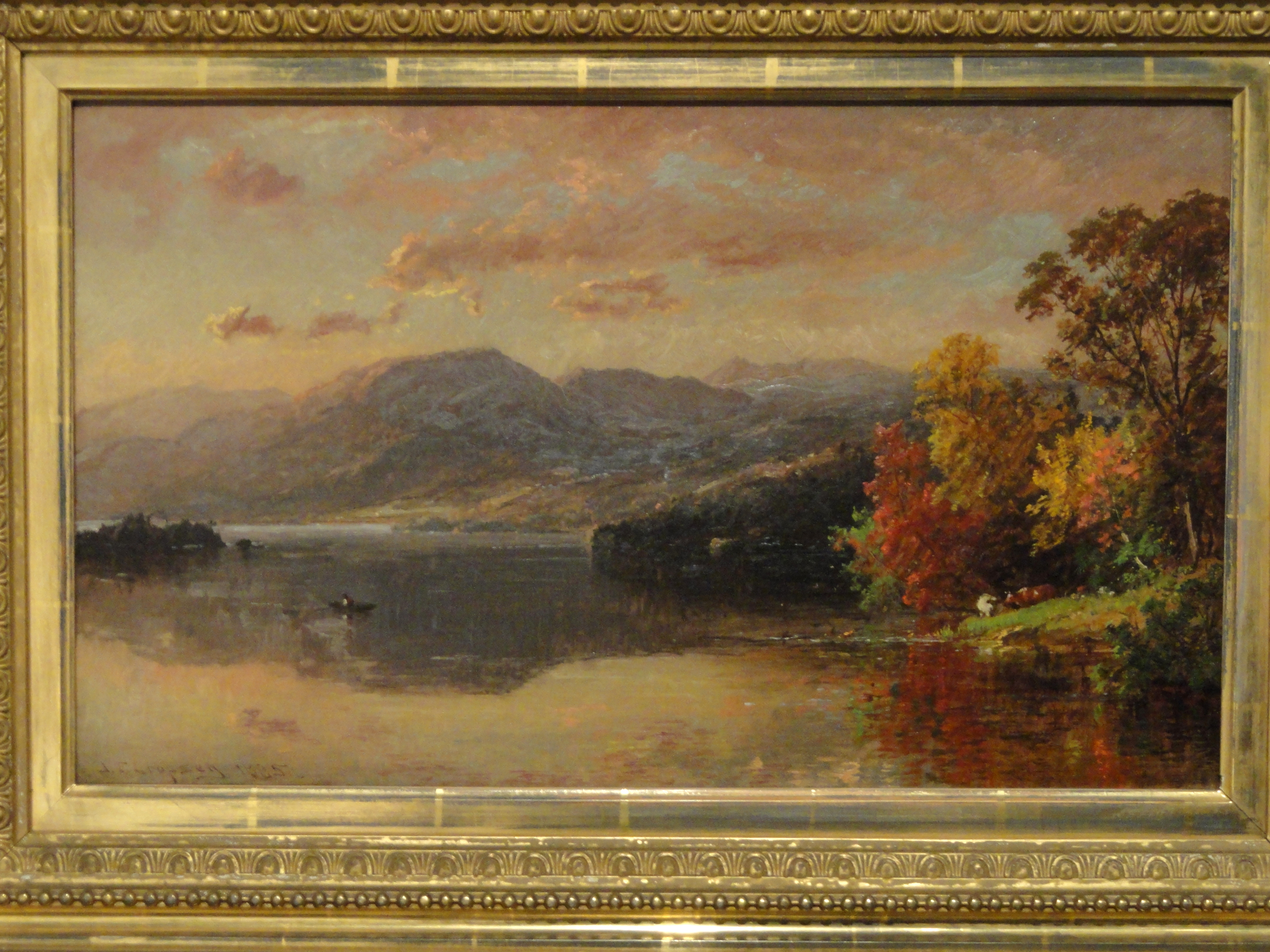
Jasper Francis Cropsey,  1885, Danforth Art (en).
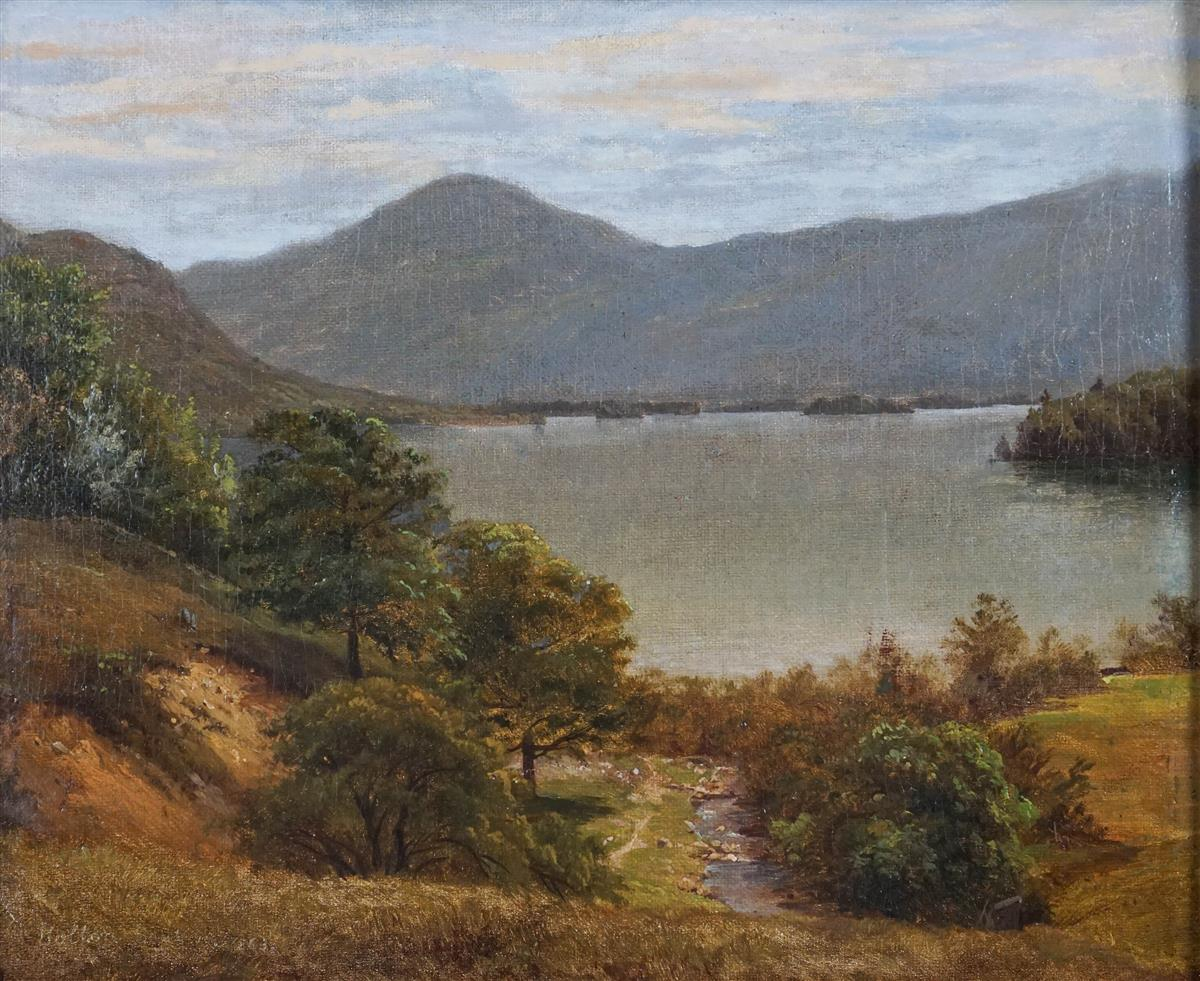
Asher Brown Durand, Bolton - ..., sans date.
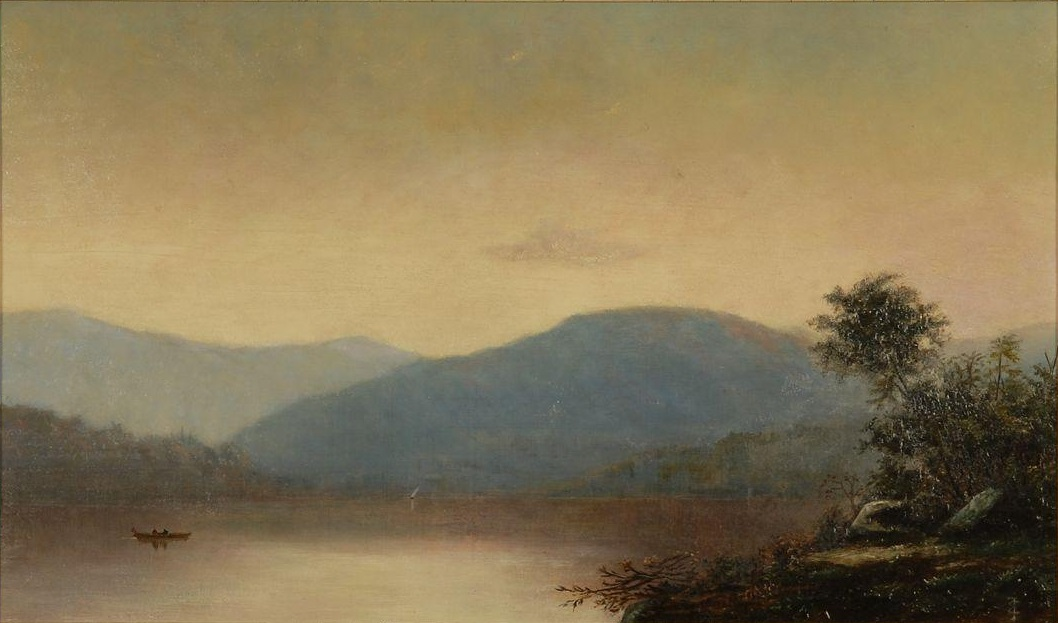
Eliphalet Terry,  sans date.